# Corinth (Nueva York)
Corinth es un pueblo ubicado en el condado de Saratoga en el estado estadounidense de Nueva York. En el año 2000 tenía una población de 5,985 habitantes y una densidad poblacional de 41 personas por km².

## Geografía
Corinth se encuentra ubicado en las coordenadas 42°13′36″N 73°53′23″O / 42.22667, -73.88972.

## Demografía
Según la Oficina del Censo en 2000 los ingresos medios por hogar en la localidad eran de $35,199, y los ingresos medios por familia eran $41,732. Los hombres tenían unos ingresos medios de $32,227 frente a los $25,146 para las mujeres. La renta per cápita para la localidad era de $16,003. Alrededor del 11.9% de la población estaban por debajo del umbral de pobreza.